# Fuera de balance
Fuera de balance, apalancamiento oculto u off-balance sheet por su expresión en inglés, es una expresión contable que hace referencia a un activo, deuda o actividad financiera de una empresa que no aparece en su balance contable.

## Cuestiones en torno a la contabilidad fuera de balance
Algunas empresas pueden tener importantes cantidades de activos y pasivos contabilizados fuera de balance. Por ejemplo, las instituciones financieras suelen ofrecer gestionar activos o servicios de intermediación a sus clientes. Los activos en cuestión suelen pertenecer a clientes individuales, ofreciendo la empresa su gestión, depósito u otros servicios al cliente. La propia compañía no tiene derechos directos sobre los activos, y generalmente solo tiene algún tipo de relación fiduciaria en relación con su cliente. Una entidad financiera puede informar de los elementos fuera de balance en sus estados contables de modo formal, y puede hacer referencia en ocasiones a esta práctica como "activos bajo gestión", una figura que puede incluir tanto elementos dentro como fuera de balance.

## Regulación contable
Tanto bajo la regulación contable de EE. UU., las Normas Internacionales de Información Financiera, como internacional, los Principios de Contabilidad Generalmente Aceptados, el arrendamiento operativo se considera financiación fuera de balance. Las obligaciones financieras de subsidiarias no consolidadas (esto es, entidades que no son propiedad completamente de la empresa matriz) pueden también quedar fuera de balance. Este tipo de obligaciones formaron parte, por ejemplo, del fraude contable de Enron.
La distinción contable formal entre elementos contables fuera y dentro de balance puede ser muy detallada, y depende en cierta medida de criterios de gestión, pero en general, un elemento contable debe aparecer en el balance de una compañía si es un activo o pasivo que la compañía tiene en propiedad o del que es legalmente responsable. Los activos o pasivos inciertos también pueden pasar el test de ser probables, mesurables y significativos. Por ejemplo, una empresa que ha sido demandada por daños no incluirá los potenciales pasivos legales hasta que un juicio legal contra ella sea probable y la cantidad del proceso judicial pueda ser estimada. Si el importe en riesgo es pequeño, puede que no aparezca en las cuentas de la empresa hasta que el juicio sea finalizado.